# Santiago, Italia (Película)
Santiago, Italia es una película documental realizada en 2018, dirigida por el director italiano Nanni Moretti .

## Sinopsis
El documental narra los meses posteriores al golpe de Estado de 1973 en Chile a través de imágenes de archivo y entrevistas actuales con los protagonistas, tanto desconocidos como conocidos (los cineastas Miguel Littin, Patricio Guzmán, Carmen Castillo por ejemplo).
Se centra especialmente en el papel desempeñado por la embajada italiana en Santiago de Chile, que dio refugio a cientos de opositores a Augusto Pinochet y luego les permitió llegar a Italia.
Entre los principales entrevistados de la película se encuentran dos diplomáticos: Piero De Masi (en ese momento Encargado de Negocios de la Embajada) y Roberto Toscano.
El proceso de montaje partía de alrededor de cuarenta horas de entrevistas e incluye a partidarios y críticos del golpe de Pinochet.
De los alrededor de 250 perseguidos que allí se refugiaron, algunos obtuvieron el visado para viajar a Italia, donde se quedaron y rehicieron allí sus vidas.

## Distribución
La película se proyectó el 1 de diciembre de 2018 como película de clausura del trigésimo sexto Festival de Cine de Turín. 

## Premios
- 2019 - David de Donatello
  - Mejor Documental